# راؤول ألكالا
راؤول ألكالا (بالإسبانية: Raúl Alcalá)‏ مواليد 3 مارس 1964 في مونتيري، هو دراج مكسيكي سابق في صنف سباق الدراجات على الطريق. سبق أن شارك في دورة الألعاب الأولمبية الصيفية.

## سجل النتائج

### سباقات أو مراحل فاز بها
- طواف فرنسا

## وصلات خارجية
- الموقع الرسمي

## روابط خارجية
- راؤول ألكالا على موقع أرشيف الدراجات (الإنجليزية)
- راؤول ألكالا على موقع إحصائيات الدراجات الإحترافية (الإنجليزية)
- راؤول ألكالا على موقع CycleBase (الإنجليزية)
- راؤول ألكالا على موقع أوليمبيديا (الإنجليزية)